# Class 41 (Warship Class)
Class 41 van British Rail (BR) was een serie dieselhydraulische locomotieven die in 1957 en 1958 werden gebouwd door de North British Locomotive Company (NBL) in Glasgow. Ondanks dat ze uitgerangeerd werden voor de invoering van de computernummering TOPS, werd de Class 41 binnen TOPS voor deze locomotieven vrij gehouden. Ze waren allemaal genoemd naar schepen van de Royal Navy, vandaar dat de naamborden allemaal de ondertitel "Warship Class" droegen.

## Geschiedenis
De reeks werd besteld door de British Transport Commission (BTC) voor een directe vergelijking met de Class 40 en werdn eigenlijk aan de Western Region (WR) opgedrongen, die de voorkeur gaf aan haar eigen reeks D800, de Warship Class. De D600'n waren het gevolg van een machtsstrijd tussen BTC en de WR; de BTC was destijds niet bereid om een radicaal vernieuwende lichtgewicht bovenbouw van locomotieven toe te staan terwijl WR er op stond dat een iedergeval een deel van de locomotieven uit vermogensgroep 4 met hydraulische overbrenging zou worden geleverd. De Class 41 werd veel zwaarder (122 ton) dan de Warship Class van WR (80 ton) en kan worden beschouwd als de standaard Britse diesellocomotief uit de jaren 50 die "toevallig" twee lichtgewicht dieselmotoren met een hoog toerental had gekoppeld aan een hydraulische overbrenging, in plaats van één grote met een laag toerental in combinatie met een generator. Hierdoor was het ontwerp praktisch al verouderd voordat het de tekentafel verliet. De order met NBL-bestelnummer L76 werd geplaatst op 16 november 1955.

## Techniek
De locomotief was voorzien van twee MAN L12V18/21A dieselmotoren, elk met een vermogen van 750 kW bij 1.445 tpm. Deze gematigde afstelling kwam deels omdat NBL zeer onervaren was in het bouwen van diesellocomotieven en deels omdat de destijds beschikbare overbrengingen van Voith, de drieversnellings L306r, een groter vermogen niet aan konden. MAN had het, toen de D600'n bij NBL werden besteld, het motorontwerp verfijnd om tot 820 kW per motor te komen.De A1A-A1A- asindeling was het gevolg van de door BTC opgelegde zwaargewichtconstructie die 6 assen nodig had om binnen de asbelasting van 20 ton te blijven. NBL slaagde er niet in om een C-C asindeling met draaistellen te ontwikkelen en medio 1955 waren er ook geen C-C dieselhydraulische locomotieven om als voorbeeld te gebruiken. Het geheel kon een doorlopende trekkracht van 176 kN bij 20,3 km/u leveren. Ongebruikelijk voor een Britse diesellocomotief was dat de D600's spaakwielen hadden. Ze konden in treinschakeling rijden met andere D600'n alsmede met maximaal twee D6300-locomotieven via de oranje vierkant treinschakeling.

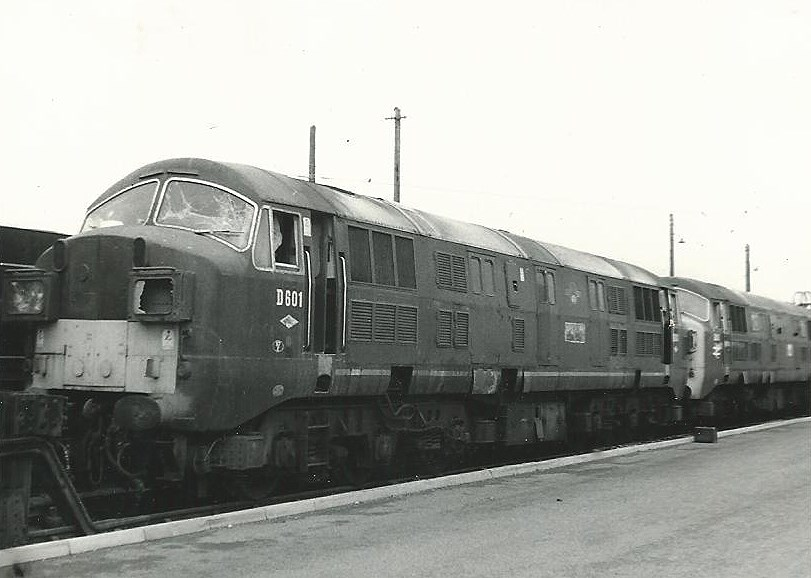
De D601 "Ark Royal" in het groen met het gele vlak op de neus.
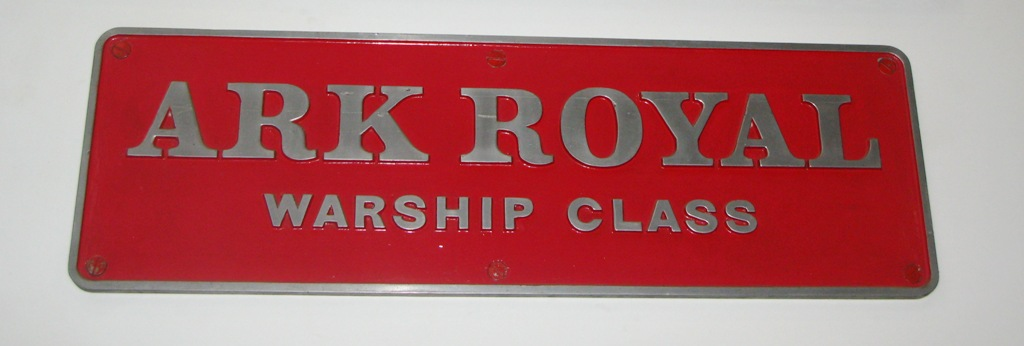
Het naambord van de D601.
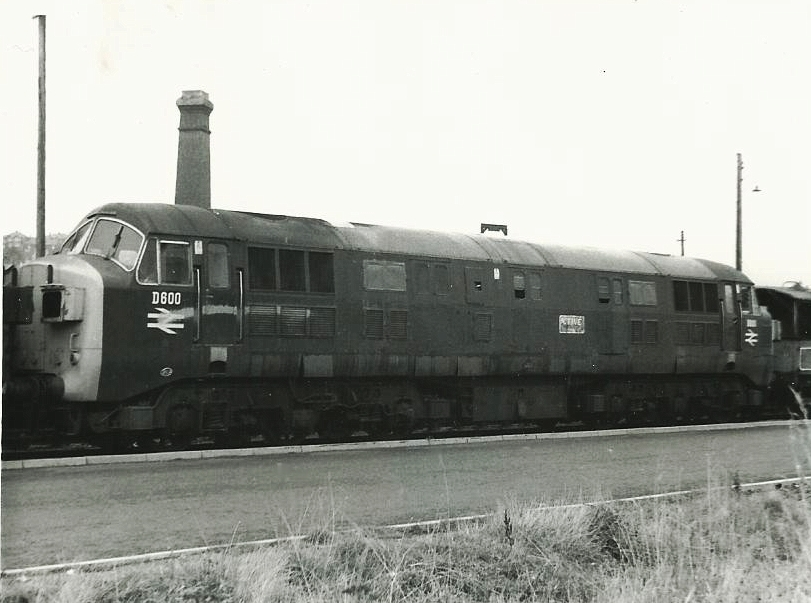
De D600 in het blauw.

## In bedrijf
De D600 was rijklaar op 25 november 1957, maar werd pas in december geleverd aan BR. Voordat de locomotief in januari 1958 in depot Swindon werd ondergebracht vonden enkele proefritten met rijtuigen plaats in het zuidwesten van Schotland. Op 17 februari 1958 werd een persrit van Paddington naar Bristol, met tussenstops in Reading, Didcot en Swindon, georganiseerd waarbij de D600 de trein van 340 ton trok.
De D601 kwam in maart 1958 op de baan en werd eveneens ondergebracht in Swindon. In juni 1958 werden ze ondergebracht in het nieuwe depot Laira bij Plymouth. De D602 – D604 werden van meet af aan in Laira ondergebracht en in juli 1967 was dit de standplaats voor alle vijf.
De reeks kwam in dienst tussen januari 1958 en januari 1959 en reed aanvankelijk op de route Londen-Plymouth-Penzance van de WR. Op 16 juni 1958 trok de D601 als eerste diesellocomotief de Cornish Riviera Express van Paddington naar Plymouth zonder tussenstops. Het maximum toegestane gewicht voor een D600 was hierbij 381 ton in verband met de beklimming van de Dainton Bank ten westen van Newton Abbot voor de trein westwaarts en de Hemerdon Bank in tegenovergestelde richting. De D600'n bleven de expresstreinen tussen Londen en Bristol/West of England trekken totdat een tiental D800'n Warships waren ingestroomd. Later werden ze grotendeels beperkt tot de lijn ten westen van Plymouth, om uiteindelijk in december 1967 en bloc te worden uitgerangeerd. Ze stonden erom bekend dat ze, mits in goede staat, meer dan 140 km / u konden halen en aanvankelijk werden snelheden van 160 km/u gehaald. De D603 werd beschadigd bij een ongeluk en werd in 1960 opgezonden naar NBL voor reparatie: de cabines van lichtgwewicht gietijzer werden vervangen door cabines van plaatstaal omdat de toeleverancier van NBL niet bereid was om een kleine, eenmalige bestelling te fabriceren. In Swindon was een reservecabine op voorraad die echter niet werd gebruikt en daar zelfs nadat de reeks was uitgerangeerd op voorraad gehouden werd voordat ze uiteindelijk als schroot werd verkocht.
De D600'n werden geleverd in standaard BR-groen met een 102 mm hoge lichtgrijze horizontale band tussen de cabines een paar centimeter boven het chasis. Toen de reeks werd uitgerangeerd was de D600 geheel BR-blauw met gele neuzen. De D602 was ook blauw maar had slechts gele vlakken op de neus en de andere drie waren nog steeds groen maar wel met gele vlakken op de neus. De naamborden waren aanvankelijk rood, maar werden vervangen door zwarte exemplaren toen ze blauw geschilderd werden.

## Uitstroom
De hele reeks van vijf locomotieven werd op 30 december 1967 uitgerangeerd. Op dat moment pasten ze niet meer binnen de standaard, zelfs niet voor hydraulische locomotieven, hoewel volgens het personeel van het het depot Laira de betrouwbaarheid geen probleem was zoals soms wordt gedacht. BR had opdracht gekregen om het aantal locomotiefreeksen terug te brengen van 28 naar 15 in 1974. Hiertoe werden vooral reeksen met een slechte betrouwbaarheid, hoge onderhoudskosten en/of niet-standaard uitgerangeerd.
Zoals de onderstaande tabel laat zien, was er een aanzienlijk gat tussen de levering van D601 en D602 omdat NBL zichzelf moest uitrusten om de motoren en overbrengingen voor deze drie locomotieven te bouwen. Tegen die tijd waren de eerste door Swindon gebouwde D800's in dienst gekomen en dit waren de lichtgewicht en krachtigere dieselhydraulische locomotieven die de WR eigenlijk wilde.
D600 en D601 werden verkocht aan schroothandelaar Woodham Brothers in Barry, Zuid-Wales. D600 werd binnen een paar jaar afgebroken, maar D601 bleef intact tot 1980. De D601 kon niet rijvaardig gerestaureerd worden en men vond het niet de moeite waard om haar alleen voor zichtwerk op te knappen. Dit laatste exemplaar van de reeks werd dan ook zonder terughoudendheid gesloopt. De D602-D604 werden verkocht aan Cashmore's uit Newport die ze veel sneller sloopten dan Barry (die zich concentreerde op gemakkelijk verwerkbare wagons voordat hij locomotieven aanpakte). Enigszins ironisch, omdat de reeks slechts acht jaar in dienst was, bracht D601 meer tijd door bij de schroothandelaar dan in het treinverkeer.
Op de 84001 (Class 84) is er geen enkele NBL locomotief, zoals o.m. de D600'n, behouden.

## Overzicht
| Bedrijfsnummer | Naam      | In dienst        | Uit dienst       | Sloop                                    |
| -------------- | --------- | ---------------- | ---------------- | ---------------------------------------- |
| D600           | Active    | 24 januari 1958  | 30 december 1967 | maart 1970 bij Woodhams te Barry         |
| D601           | Ark Royal | 28 maart 1958    | 30 december 1967 | juli 1980 bij Woodhams te Barry          |
| D602           | Bulldog   | 3 november 1958  | 30 december 1967 | november 1968 bij Cashmore's te Newport  |
| D603           | Conquest  | 21 november 1958 | 30 december 1967 | november 1968 bij Cashmore's te Newport  |
| D604           | Cossack   | 20 januari 1959  | 30 december 1967 | September 1968 bij Cashmore's te Newport |